# Hubert Materlik
Hubert Materlik (* 8. Juli 1895 in Eichenau (bei Oppeln); † 26. Juli 1944 in Magdeburg) war Widerstandskämpfer gegen den Nationalsozialismus und KPD-Politiker.

## Leben
Materlik wurde als Sohn eines Malermeisters geboren. Er begann zunächst eine Lehre als Kupferschmied, musste diese jedoch aus wirtschaftlichen Gründen aufgeben.
Von 1914 bis 1918 nahm er als deutscher Soldat am Ersten Weltkrieg teil. Er trat dann der USPD bei, wobei er zu deren linken Flügel zählte. 1920 wurde er Mitglied der KPD. 1921 wurde Materlik, er arbeitete inzwischen bei der Fa. Fahlberg & List in Magdeburg-Salbke, in den dortigen Betriebsrat gewählt. Der gewerkschaftlich aktive Materlik verlor 1923 seinen Arbeitsplatz, dies mutmaßlich wegen seines politischen Engagements. Innerhalb der KPD bekleidete er ehrenamtliche Funktionen. Später war er auch als Kraftwagenführer tätig.
Nach der Machtergreifung der Nationalsozialisten 1933 schloss er sich dem kommunistischen Widerstand an. Ab 1937 gehörte er zur Widerstandsgruppe um Hermann Danz. Materlik wurde im März 1939 verhaftet und befand sich bis zu seiner Entlassung im November 1941 in Untersuchungshaft. Er schloss sich wieder der Widerstandsgruppe um Hermann Danz, Johann Schellheimer und Martin Schwantes an. Zu seinen Aufgaben gehörten die Kontaktaufnahme mit ausländischen Zwangsarbeitern und die Verteilung von Flugblättern.
Im Juli 1944 wurde er erneut verhaftet und von der Gestapo gefoltert. Er erhängte sich in seiner Gefängniszelle.

## Ehrung
Die Stadt Magdeburg benannte ihm zu Ehren eine Straße (Materlikstraße). Ebenso trägt die Grünanlage zwischen dem Palais am Fürstenwall, Dom und Domgymnasium seinen Namen: Materlikanlage. Ebenso wurde im Stadtteil Reform eine Schule nach ihm benannt.